# Categoría Primera A 2019
Die Categoría Primera A 2019, nach einem Sponsor Liga Águila genannt, war eine aus Apertura und Finalización bestehende Spielzeit der höchsten kolumbianischen Spielklasse im Fußball der Herren, die von der División Mayor del Fútbol Profesional Colombiano (DIMAYOR) ausgerichtet wurde. Die Apertura war die 89. und die Finalización die 90. Austragung der kolumbianischen Meisterschaft.
Die Aufsteiger waren Cúcuta Deportivo aus Cúcuta und Unión Magdalena aus Santa Marta.
Meister der Apertura wurde Junior, das sich im Elfmeterschießen gegen Deportivo Pasto durchsetzte und seinen neunten Meistertitel holte. Meister der Finalización wurde América de Cali, das sich gegen den Hinrundenmeister Junior durchsetzen konnte.
Aus der ersten Liga stiegen Atlético Huila sowie der Aufsteiger Unión Magdalena ab.

## Modus
Der Modus erfuhr im Vergleich zum Vorjahr kleine Veränderungen. Es wurden zwei Meister ermittelt, einer für jede Halbserie. In beiden Phasen spielten zunächst alle 20 Mannschaften im Ligamodus einmal gegeneinander. Zudem gab es wieder einen zusätzlichen Spieltag mit sogenannten clásicos (Spiele mit Derby-Charakter). Die ersten acht Mannschaften qualifizierten sich für die Finalrunde, die aus zwei Gruppen mit jeweils vier Mannschaften bestand. Die beiden Gruppensieger qualifizierten sich für das Finale und spielten den Meister aus.
Jeder Halbserienmeister war automatisch für die Copa Libertadores qualifiziert. Ein weiterer Platz wurde an den Verein vergeben, der nach der Zusammenzählung aller Punkte und Tore der Phasen 1 und 2 der ersten und der zweiten Halbserienmeisterschaft am höchsten stand. Wenn ein Verein beide Halbserienmeisterschaften gewonnen hätte, so wäre der zweite Teilnehmer an der Libertadores nach demselben Verfahren ausgewählt worden. Ein vierter Startplatz wurde an den Sieger der Copa Colombia vergeben. Wenn der Pokalsieger schon über die Liga qualifiziert gewesen wäre, wäre der Startplatz an den nächstbesten Verein der Gesamttabelle gegangen. Die vier Teilnehmer an der Copa Sudamericana wurden nach demselben Schema ermittelt wie der dritte Libertadores-Teilnehmer: die Vereine, die in der Gesamtjahreswertung hinter diesem standen, waren qualifiziert. Zwei direkte Absteiger in die Categoría Primera B wurden durch eine gesonderte Abstiegstabelle bestimmt, die aus dem Durchschnitt der vergangenen drei Spielzeiten ermittelt wurde.

## Teilnehmer
Die folgenden Vereine nahmen an den beiden Halbserien der Spielzeit 2019, Apertura und Finalización teil.
| Mannschaft | Stadt                    | Departamento       | Stadion                     |
| --- | ------------------------ | ------------------ | --------------------------- |
| Alianza Petrolera | Barrancabermeja          | Santander          | Villa Zapata                |
| América de Cali | Cali                     | Valle del Cauca    | Pascual Guerrero            |
| Atlético Bucaramanga | Bucaramanga              | Santander          | Alfonso López               |
| Atlético Huila | Neiva                    | Huila              | Plazas Alcid                |
| Atlético Nacional | Medellín                 | Antioquia          | Atanasio Girardot           |
| Cúcuta Deportivo | Cúcuta                   | Norte de Santander | General Santander           |
| Deportes Tolima | Ibagué Bogotá            | Tolima Bogotá D.C. | Murillo Toro Techo 1        |
| Deportivo Cali | Cali / Palmira 2         | Valle del Cauca    | Deportivo Cali              |
| Deportivo Pasto | Pasto / Ipiales 3 Bogotá | Nariño Bogotá D.C. | Estadio Municipal El Campín |
| Envigado FC | Envigado                 | Antioquia          | Polideportivo Sur           |
| Independiente Medellín | Medellín                 | Antioquia          | Atanasio Girardot           |
| Independiente Santa Fe | Bogotá                   | Bogotá D.C.        | El Campín                   |
| Jaguares de Córdoba | Montería                 | Córdoba            | Jaraguay                    |
| Junior | Barranquilla             | Atlántico          | Metropolitano               |
| La Equidad | Bogotá                   | Bogotá D.C.        | Techo El Campín 4           |
| Millonarios | Bogotá                   | Bogotá D.C.        | El Campín                   |
| Once Caldas | Manizales                | Caldas             | Palogrande                  |
| Patriotas | Tunja Bogotá             | Boyacá Bogotá D.C. | Independencia Techo 5       |
| Rionegro Águilas | Rionegro                 | Antioquia          | Alberto Grisales            |
| Unión Magdalena | Santa Marta              | Magdalena          | Sierra Nevada               |
| 1 Zu Beginn der Saison wich Tolima aufgrund von Umbauarbeiten am eigenen Stadion nach Bogotá aus.2 Deportivo Cali hat seinen Sitz in Cali, das Estadio Deportivo Cali liegt aber in der Nachbargemeinde Palmira.3 Aufgrund von Umbauarbeiten am Stadion in Pasto wich Deportivo Pasto in der Saison 2019 nach Ipiales aus. Das Finalheimspiel der Apertura musste Pasto in Bogotá austragen.4 La Equidad trug das Heimspiel gegen Atlético Nacional wegen der höheren Zuschauerkapazität im größeren Stadion El Campín aus.5 Aufgrund der Feierlichkeiten zum Jahrestag der Schlacht von Boyacá trug Patriotas das Heimspiel gegen Rionegro Águilas in Bogotá aus. |                          |                    |                             |

## Apertura

### Ligaphase

#### Tabelle
| Pl.                       | Verein                 | Sp. | S  | U  | N  | Tore    | Diff. | Punkte |
| ------------------------- | ---------------------- | --- | -- | -- | -- | ------- | ----- | ------ |
| 1.                        | Millonarios FC         | 20  | 11 | 6  | 3  | 030:150 | +15   | 39     |
| 2.                        | Deportivo Cali         | 20  | 9  | 6  | 5  | 022:170 | +5    | 33     |
| 3.                        | Deportes Tolima        | 20  | 9  | 5  | 6  | 027:160 | +11   | 32     |
| 4.                        | América de Cali        | 20  | 9  | 5  | 6  | 026:200 | +6    | 32     |
| 5.                        | Atlético Nacional (P)  | 20  | 8  | 7  | 5  | 024:190 | +5    | 31     |
| 6.                        | Deportivo Pasto        | 20  | 8  | 7  | 5  | 019:140 | +5    | 31     |
| 7.                        | Junior (M)             | 20  | 6  | 12 | 2  | 024:180 | +6    | 30     |
| 8.                        | Unión Magdalena (N)    | 20  | 8  | 6  | 6  | 024:240 | ±0    | 30     |
| 9.                        | Independiente Medellín | 20  | 7  | 7  | 6  | 030:240 | +6    | 28     |
| 10.                       | Once Caldas            | 20  | 8  | 4  | 8  | 020:160 | +4    | 28     |
| 11.                       | Cúcuta Deportivo (N)   | 20  | 8  | 3  | 9  | 025:270 | −2    | 27     |
| 12.                       | Patriotas Boyacá       | 20  | 7  | 6  | 7  | 020:310 | −11   | 27     |
| 13.                       | Envigado FC            | 20  | 5  | 9  | 6  | 022:200 | +2    | 24     |
| 14.                       | Alianza Petrolera      | 20  | 5  | 8  | 7  | 017:190 | −2    | 23     |
| 15.                       | Jaguares de Córdoba    | 20  | 5  | 8  | 7  | 020:270 | −7    | 23     |
| 16.                       | La Equidad             | 20  | 4  | 10 | 6  | 021:220 | −1    | 22     |
| 17.                       | Atlético Bucaramanga   | 20  | 5  | 6  | 9  | 017:260 | −9    | 21     |
| 18.                       | Atlético Huila         | 20  | 4  | 7  | 9  | 019:320 | −13   | 19     |
| 19.                       | Rionegro Águilas       | 20  | 3  | 7  | 10 | 017:300 | −13   | 16     |
| 20.                       | Independiente Santa Fe | 20  | 1  | 11 | 8  | 017:240 | −7    | 14     |
| Stand: Ende der Ligaphase |                        |     |    |    |    |         |       |        |

| (M) | Meister Finalización 2018: Junior                                              |
| (P) | Pokalsieger 2018: Atlético Nacional                                            |
| (N) | Aufsteiger aus der Categoría Primera B 2018: Cúcuta Deportivo, Unión Magdalena |

### Finalrunde

#### Gruppe A
| Pl.                        | Verein          | Sp. | S | U | N | Tore    | Diff. | Punkte |
| -------------------------- | --------------- | --- | - | - | - | ------- | ----- | ------ |
| 1.                         | Deportivo Pasto | 6   | 4 | 1 | 1 | 011:300 | +8    | 13     |
| 2.                         | Millonarios FC  | 6   | 3 | 2 | 1 | 007:500 | +2    | 11     |
| 3.                         | América de Cali | 6   | 3 | 0 | 3 | 009:700 | +2    | 09     |
| 4.                         | Unión Magdalena | 6   | 0 | 1 | 5 | 002:140 | −12   | 01     |
| Stand: Ende der Finalrunde |                 |     |   |   |   |         |       |        |

| 11. Mai 2019    |     |                 |                                         |
| Unión Magdalena | 1:3 | Deportivo Pasto | Estadio Sierra Nevada, Santa Marta      |
| 12. Mai 2019    |     |                 |                                         |
| América de Cali | 1:2 | Millonarios FC  | Estadio Olímpico Pascual Guerrero, Cali |
| 15. Mai 2019    |     |                 |                                         |
| Deportivo Pasto | 1:0 | América de Cali | Estadio Municipal, Ipiales              |
| Millonarios FC  | 1:0 | Unión Magdalena | Estadio Nemesio Camacho, Bogotá         |
| 18. Mai 2019    |     |                 |                                         |
| Deportivo Pasto | 1:1 | Millonarios FC  | Estadio Municipal de Ipiales            |
| Unión Magdalena | 0:2 | América de Cali | Estadio Sierra Nevada                   |
| 22. Mai 2019    |     |                 |                                         |
| América de Cali | 4:0 | Unión Magdalena | Estadio Pascual Guerrero                |
| 25. Mai 2019    |     |                 |                                         |
| Millonarios FC  | 1:0 | Deportivo Pasto | Estadio Nemesio Camacho                 |
| 1. Juni 2019    |     |                 |                                         |
| Unión Magdalena | 1:1 | Millonarios FC  | Estadio Sierra Nevada                   |
| América de Cali | 0:3 | Deportivo Pasto | Estadio Pascual Guerrero                |
| 5. Juni 2019    |     |                 |                                         |
| Deportivo Pasto | 3:0 | Unión Magdalena | Estadio Municipal de Ipiales            |
| Millonarios FC  | 1:2 | América de Cali | Estadio Nemesio Camacho                 |

#### Gruppe B
| Pl.                        | Verein            | Sp. | S | U | N | Tore    | Diff. | Punkte |
| -------------------------- | ----------------- | --- | - | - | - | ------- | ----- | ------ |
| 1.                         | Junior            | 6   | 3 | 3 | 0 | 009:500 | +4    | 12     |
| 2.                         | Deportes Tolima   | 6   | 3 | 3 | 0 | 009:600 | +3    | 12     |
| 3.                         | Deportivo Cali    | 6   | 1 | 1 | 4 | 006:900 | −3    | 04     |
| 4.                         | Atlético Nacional | 6   | 1 | 1 | 4 | 006:100 | −4    | 04     |
| Stand: Ende der Finalrunde |                   |     |   |   |   |         |       |        |

| 12. Mai 2019      |     |                   |                                                      |
| Junior            | 0:0 | Atlético Nacional | Estadio Metropolitano Roberto Meléndez, Barranquilla |
| 13. Mai 2019      |     |                   |                                                      |
| Deportes Tolima   | 1:1 | Deportivo Cali    | Estadio Manuel Murillo Toro, Ibagué                  |
| 16. Mai 2019      |     |                   |                                                      |
| Atlético Nacional | 1:2 | Deportes Tolima   | Estadio Atanasio Girardot, Medellín                  |
| Deportivo Cali    | 1:2 | Junior            | Estadio Deportivo Cali, Palmira                      |
| 19. Mai 2019      |     |                   |                                                      |
| Atlético Nacional | 1:3 | Deportivo Cali    | Estadio Atanasio Girardot                            |
| Junior            | 1:1 | Deportes Tolima   | Estadio Metropolitano Roberto Meléndez               |
| 26. Mai 2019      |     |                   |                                                      |
| Deportivo Cali    | 0:1 | Atlético Nacional | Estadio Deportivo Cali                               |
| Deportes Tolima   | 1:1 | Junior            | Estadio Manuel Murillo Toro                          |
| 2. Juni 2019      |     |                   |                                                      |
| Deportes Tolima   | 2:1 | Atlético Nacional | Estadio Manuel Murillo Toro                          |
| Junior            | 2:0 | Deportivo Cali    | Estadio Metropolitano Roberto Meléndez               |
| 5. Juni 2019      |     |                   |                                                      |
| Atlético Nacional | 2:3 | Junior            | Estadio Atanasio Girardot                            |
| Deportivo Cali    | 1:2 | Deportes Tolima   | Estadio Deportivo Cali                               |

#### Finale
Das Hinspiel wurde am 8. und das Rückspiel am 12. Juni 2019 ausgetragen. Nachdem beide Mannschaften sich jeweils zu Hause 1:0 durchsetzen konnten, setzte sich Junior im Elfmeterschießen durch und wurde zum neunten Mal kolumbianischer Meister.
|        | Gesamt          |                 | Hinspiel | Rückspiel |
| ------ | --------------- | --------------- | -------- | --------- |
| Junior | 1:1 (5:4 i. E.) | Deportivo Pasto | 1:0      | 0:1       |

##### Hinspiel
| Paarung         | Junior – Deportivo Pasto |
| Ergebnis        | 1:0 (0:0) |
| Datum           | 8. Juni 2019 um 19:30 Uhr (UTC−5) |
| Stadion         | Estadio Metropolitano Roberto Meléndez, Barranquilla |
| Schiedsrichter  | Jhon Alexander Ospina (Quindío) |
| Tore            | 1:0 Fabián Sambueza (65.) |
| Junior          | Sebastián Viera, Marlon Piedrahita, Rafael Pérez, Gabriel Fuentes, Germán Gutiérrez (88. David Murillo), Luis Narváez, Víctor Cantillo, James Sánchez (56. Sebastián Hernández), Fredy Hinestroza, Michael Rangel (46. Fabián Sambueza), Teófilo Gutiérrez Cheftrainer: Julio Comesaña |
| Deportivo Pasto | Neto Volpi, Fabián Viáfara, Geisson Perea, Anier Figueroa, Henry Rojas (69. Carlos Hidalgo), José Ortiz, Camilo Ayala, Daniel Giraldo, Mariano Vásquez (85. Ray Vanegas), Jown Cardona, Andrey Estupiñán Cheftrainer: Alexis García                                                    |
| Gelbe Karten    | Marlon Piedrahita, Rafael Pérez – Daniel Giraldo |

##### Rückspiel
| Paarung         | Deportivo Pasto – Junior |
| Ergebnis        | 1:0 (0:0), 4:5 i. E. |
| Datum           | 12. Juni 2019 |
| Stadion         | Estadio Nemesio Camacho "El Campín", Bogotá |
| Schiedsrichter  | Carlos Betancur (Valle del Cauca) |
| Tore            | 1:0 Ray Vanegas (80.) Elfmeterschießen: 0:1 Luis Narváez 1:1 Jown Cardona 1:2 Michael Rangel 2:2 Carlos Núñez 2:3 Rafael Pérez 3:3 Mariano Vásquez 3:4 James Sánchez 4:4 Neto Volpi 4:5 Sebastián Viera Vanegas schießt über das Tor                               |
| Deportivo Pasto | Neto Volpi, José Ortiz, Geisson Perea, Anier Figueroa, Fabián Viáfara, Camilo Ayala, Daniel Giraldo (68. Henry Rojas), Jown Cardona, Mariano Vásquez, Andrey Estupiñán (70. Ray Vanegas), Carlos Hidalgo (87. Carlos Núñez) Cheftrainer: Alexis García             |
| Junior          | Sebastián Viera, Marlon Piedrahita, Rafael Pérez, Gabriel Fuentes, Germán Gutiérrez, Luis Narváez, Víctor Cantillo, James Sánchez, Fredy Hinestroza (75. Sebastián Hernández), Fabián Sambueza, Teófilo Gutiérrez (89. Michael Rangel) Cheftrainer: Julio Comesaña |
| Gelbe Karten    | Anier Figueroa, Carlos Hidalgo, Geisson Perea, Ray Vanegas, Camilo Ayala – Víctor Cantillo, Gabriel Fuentes, Marlon Piedrahita, Fabián Sambueza |

### Torschützenliste
Bei gleicher Anzahl von Treffern sind die Spieler alphabetisch geordnet.
| Pl. | Spieler               | Mannschaft             | Tore |
| --- | --------------------- | ---------------------- | ---- |
| 1.  | Germán Cano           | Independiente Medellín | 21   |
| 2.  | Juan Ignacio Dinenno  | Deportivo Cali         | 15   |
| 3.  | Fernando Aristeguieta | América de Cali        | 14   |
| 4.  | Carlos Peralta        | La Equidad             | 10   |
| 4.  | Marco Pérez Murillo   | Deportes Tolima        | 10   |
| 6.  | Jonathan Agudelo      | Cúcuta Deportivo       | 9    |
| 6.  | Ricardo Márquez       | Unión Magdalena        | 9    |
| 8.  | Hernán Barcos         | Atlético Nacional      | 7    |
| 9.  | Pablo Cepellini       | Atlético Nacional      | 6    |
| 9.  | Fabián González       | Millonarios FC         | 6    |
| 9.  | Luis Daniel González  | Deportes Tolima        | 6    |
| 9.  | Luis Narváez          | Junior                 | 6    |
| 9.  | Jáder Obrian          | Rionegro Águilas       | 6    |
| 9.  | Alexis Zapata         | Envigado FC            | 6    |

## Finalización

### Ligaphase

#### Tabelle
| Pl.                       | Verein                 | Sp. | S  | U  | N  | Tore    | Diff. | Punkte |
| ------------------------- | ---------------------- | --- | -- | -- | -- | ------- | ----- | ------ |
| 1.                        | Atlético Nacional (P)  | 20  | 9  | 8  | 3  | 030:170 | +13   | 35     |
| 2.                        | América de Cali        | 20  | 10 | 5  | 5  | 029:260 | +3    | 35     |
| 3.                        | Deportivo Cali         | 20  | 10 | 4  | 6  | 034:250 | +9    | 34     |
| 4.                        | Junior (M)             | 20  | 9  | 6  | 5  | 016:900 | +7    | 33     |
| 5.                        | Independiente Santa Fe | 20  | 9  | 5  | 6  | 022:120 | +10   | 32     |
| 6.                        | Deportes Tolima        | 20  | 9  | 5  | 6  | 024:160 | +8    | 32     |
| 7.                        | Alianza Petrolera      | 20  | 8  | 8  | 4  | 017:140 | +3    | 32     |
| 8.                        | Cúcuta Deportivo (N)   | 20  | 9  | 5  | 6  | 028:280 | ±0    | 32     |
| 9.                        | Independiente Medellín | 20  | 9  | 4  | 7  | 032:260 | +6    | 31     |
| 10.                       | Once Caldas            | 20  | 7  | 7  | 6  | 026:200 | +6    | 28     |
| 11.                       | Millonarios FC         | 20  | 8  | 4  | 8  | 024:270 | −3    | 28     |
| 12.                       | Atlético Bucaramanga   | 20  | 6  | 7  | 7  | 023:230 | ±0    | 25     |
| 13.                       | Rionegro Águilas       | 20  | 5  | 9  | 6  | 025:270 | −2    | 24     |
| 14.                       | Deportivo Pasto        | 20  | 5  | 8  | 7  | 024:250 | −1    | 23     |
| 15.                       | Patriotas Boyacá       | 20  | 5  | 8  | 7  | 019:200 | −1    | 23     |
| 16.                       | Envigado FC            | 20  | 5  | 8  | 7  | 023:280 | −5    | 23     |
| 17.                       | La Equidad             | 20  | 4  | 8  | 8  | 019:240 | −5    | 20     |
| 18.                       | Atlético Huila         | 20  | 2  | 10 | 8  | 013:240 | −11   | 16     |
| 19.                       | Jaguares de Córdoba    | 20  | 3  | 6  | 11 | 011:340 | −23   | 15     |
| 20.                       | Unión Magdalena (N)    | 20  | 3  | 5  | 12 | 014:280 | −14   | 14     |
| Stand: Ende der Ligaphase |                        |     |    |    |    |         |       |        |

| (M) | Meister Apertura 2019: Junior                                                  |
| (P) | Pokalsieger 2018: Atlético Nacional                                            |
| (N) | Aufsteiger aus der Categoría Primera B 2018: Cúcuta Deportivo, Unión Magdalena |

### Finalrunde

#### Gruppe A
| Pl.                        | Verein            | Sp. | S | U | N | Tore    | Diff. | Punkte |
| -------------------------- | ----------------- | --- | - | - | - | ------- | ----- | ------ |
| 1.                         | Junior            | 6   | 3 | 2 | 1 | 011:800 | +3    | 11     |
| 2.                         | Deportes Tolima   | 6   | 2 | 3 | 1 | 007:500 | +2    | 09     |
| 3.                         | Atlético Nacional | 6   | 2 | 2 | 2 | 007:700 | ±0    | 08     |
| 4.                         | Cúcuta Deportivo  | 6   | 1 | 1 | 4 | 003:800 | −5    | 04     |
| Stand: Ende der Finalrunde |                   |     |   |   |   |         |       |        |

| 9. November 2019  |     |                   |                                                      |
| Atlético Nacional | 3:1 | Cúcuta Deportivo  | Estadio Atanasio Girardot, Medellín                  |
| 10. November 2019 |     |                   |                                                      |
| Junior            | 1:3 | Deportes Tolima   | Estadio Metropolitano Roberto Meléndez, Barranquilla |
| 13. November 2019 |     |                   |                                                      |
| Deportes Tolima   | 1:0 | Atlético Nacional | Estadio Manuel Murillo Toro, Ibagué                  |
| 14. November 2019 |     |                   |                                                      |
| Cúcuta Deportivo  | 1:3 | Junior            | Estadio General Santander, Cúcuta                    |
| 17. November 2019 |     |                   |                                                      |
| Cúcuta Deportivo  | 0:0 | Deportes Tolima   | Estadio General Santander                            |
| Atlético Nacional | 2:2 | Junior            | Estadio Atanasio Girardot                            |
| 20. November 2019 |     |                   |                                                      |
| Deportes Tolima   | 0:1 | Cúcuta Deportivo  | Estadio Manuel Murillo Toro                          |
| Junior            | 2:0 | Atlético Nacional | Estadio Metropolitano Roberto Meléndez               |
| 24. November 2019 |     |                   |                                                      |
| Junior            | 1:0 | Cúcuta Deportivo  | Estadio Metropolitano Roberto Meléndez               |
| Atlético Nacional | 1:1 | Deportes Tolima   | Estadio Atanasio Girardot                            |
| 27. November 2019 |     |                   |                                                      |
| Cúcuta Deportivo  | 0:1 | Atlético Nacional | Estadio General Santander                            |
| Deportes Tolima   | 2:2 | Junior            | Estadio Manuel Murillo Toro                          |

#### Gruppe B
| Pl.                        | Verein                 | Sp. | S | U | N | Tore    | Diff. | Punkte |
| -------------------------- | ---------------------- | --- | - | - | - | ------- | ----- | ------ |
| 1.                         | América de Cali        | 6   | 4 | 0 | 2 | 009:500 | +4    | 12     |
| 2.                         | Deportivo Cali         | 6   | 2 | 2 | 2 | 006:600 | ±0    | 08     |
| 3.                         | Independiente Santa Fe | 6   | 2 | 2 | 2 | 005:600 | −1    | 08     |
| 4.                         | Alianza Petrolera      | 6   | 1 | 2 | 3 | 005:800 | −3    | 05     |
| Stand: Ende der Finalrunde |                        |     |   |   |   |         |       |        |

| 9. November 2019  |     |                   |                                           |
| Santa Fe          | 2:1 | América de Cali   | Estadio Nemesio Camacho El Campín, Bogotá |
| 10. November 2019 |     |                   |                                           |
| Alianza Petrolera | 3:2 | Deportivo Cali    | Estadio Daniel Villa Zapata, Ibagué       |
| 13. November 2019 |     |                   |                                           |
| Deportivo Cali    | 1:0 | Santa Fe          | Estadio Deportivo Cali, Palmira           |
| 14. November 2019 |     |                   |                                           |
| América de Cali   | 3:1 | Alianza Petrolera | Estadio Olímpico Pascual Guerrero, Cali   |
| 17. November 2019 |     |                   |                                           |
| América de Cali   | 1:0 | Deportivo Cali    | Estadio Olímpico Pascual Guerrero         |
| Santa Fe          | 1:0 | Alianza Petrolera | Estadio Nemesio Camacho El Campín         |
| 20. November 2019 |     |                   |                                           |
| Deportivo Cali    | 2:1 | América de Cali   | Estadio Deportivo Cali                    |
| Alianza Petrolera | 1:1 | Santa Fe          | Estadio Daniel Villa Zapata               |
| 23. November 2019 |     |                   |                                           |
| Alianza Petrolera | 0:1 | América de Cali   | Estadio Daniel Villa Zapata               |
| 24. November 2019 |     |                   |                                           |
| Santa Fe          | 1:1 | Deportivo Cali    | Estadio Nemesio Camacho El Campín         |
| 28. November 2019 |     |                   |                                           |
| América de Cali   | 2:0 | Santa Fe          | Estadio Olímpico Pascual Guerrero         |
| Deportivo Cali    | 0:0 | Alianza Petrolera | Estadio Deportivo Cali                    |

#### Finale
Das Hinspiel wurde am 1. und das Rückspiel am 7. Dezember 2019 ausgetragen. Nach einem Unentschieden im Hinspiel konnte sich América im Rückspiel durchsetzen und wurde zum 14. Mal kolumbianischer Meister
|        | Gesamt |                 | Hinspiel | Rückspiel |
| ------ | ------ | --------------- | -------- | --------- |
| Junior | 0:2    | América de Cali | 0:0      | 0:2       |

### Torschützenliste
Bei gleicher Anzahl von Treffern sind die Spieler alphabetisch geordnet.
| Pl. | Spieler              | Mannschaft             | Tore |
| --- | -------------------- | ---------------------- | ---- |
| 1.  | Germán Cano          | Independiente Medellín | 13   |
| 1.  | Michael Rangel       | América de Cali        | 13   |
| 3.  | Juan Ignacio Dinenno | Deportivo Cali         | 12   |
| 4.  | Carmelo Valencia     | Cúcuta Deportivo       | 10   |
| 5.  | Jhon Vásquez         | Alianza Petrolera      | 9    |
| 6.  | Maicol Balanta       | Independiente Santa Fe | 7    |
| 6.  | Daniel Muñoz         | Atlético Nacional      | 7    |
| 6.  | José Guillermo Ortiz | Millonarios FC         | 7    |
| 9.  | Jefferson Duque      | Independiente Santa Fe | 6    |
| 9.  | Feiver Mercado       | Deportivo Cali         | 6    |
| 9.  | Jhon Freddy Pérez    | Atlético Bucaramanga   | 6    |

## Gesamttabelle
Für die Reclasificación wurden alle Spiele der Spielzeit 2019 sowohl der Liga- als auch der Finalphase zusammengezählt, um die weiteren Teilnehmer neben den jeweiligen Meistern der Halbserien an den kontinentalen Wettbewerben zu ermitteln. Die Absteiger wurden durch eine gesonderte Abstiegstabelle ermittelt.
| Pl.               | Verein                 | Sp. | S  | U  | N  | Tore    | Diff. | Punkte |
| ----------------- | ---------------------- | --- | -- | -- | -- | ------- | ----- | ------ |
| 1.                | América de Cali        | 54  | 27 | 11 | 16 | 075:580 | +17   | 92     |
| 2.                | Junior (M)             | 56  | 22 | 24 | 10 | 061:430 | +18   | 90     |
| 3.                | Deportes Tolima        | 52  | 23 | 16 | 13 | 067:430 | +24   | 85     |
| 4.                | Deportivo Cali         | 52  | 22 | 13 | 17 | 068:570 | +11   | 79     |
| 5.                | Atlético Nacional (P)  | 52  | 20 | 18 | 14 | 067:530 | +14   | 78     |
| 6.                | Millonarios FC         | 46  | 22 | 12 | 12 | 061:470 | +14   | 78     |
| 7.                | Deportivo Pasto        | 48  | 18 | 16 | 14 | 055:430 | +12   | 70     |
| 8.                | Cúcuta Deportivo (N)   | 46  | 18 | 9  | 19 | 056:630 | −7    | 63     |
| 9.                | Alianza Petrolera      | 46  | 14 | 18 | 14 | 039:410 | −2    | 60     |
| 10.               | Independiente Medellín | 40  | 16 | 11 | 13 | 062:500 | +12   | 59     |
| 11.               | Once Caldas            | 40  | 15 | 11 | 14 | 046:360 | +10   | 56     |
| 12.               | Independiente Santa Fe | 46  | 12 | 18 | 16 | 044:420 | +2    | 54     |
| 13.               | Patriotas Boyacá       | 40  | 12 | 14 | 14 | 039:510 | −12   | 50     |
| 14.               | Envigado FC            | 40  | 10 | 17 | 13 | 045:480 | −3    | 47     |
| 15.               | Atlético Bucaramanga   | 40  | 11 | 13 | 16 | 040:490 | −9    | 46     |
| 16.               | Unión Magdalena (N)    | 46  | 11 | 12 | 23 | 040:660 | −26   | 45     |
| 17.               | La Equidad             | 40  | 8  | 18 | 14 | 040:460 | −6    | 42     |
| 18.               | Rionegro Águilas       | 40  | 8  | 16 | 16 | 042:570 | −15   | 40     |
| 19.               | Jaguares de Córdoba    | 40  | 8  | 14 | 18 | 031:610 | −30   | 38     |
| 20.               | Atlético Huila         | 40  | 6  | 17 | 17 | 032:560 | −24   | 35     |
| Stand: Saisonende |                        |     |    |    |    |         |       |        |

## Abstiegstabelle
Für die Abstiegstabelle wurden die Spiele der Ligaphasen der Hin- und Rückserien der Jahre 2017, 2018 und 2019 zusammengezählt. Die jeweiligen Aufsteiger erhielten vor Saisonbeginn die Punktzahl der letzten nicht abgestiegenen Mannschaft des Vorjahrs.
| Pl. | Verein                 | Sp. | T   | GT  | Diff. | Pkt. | Prom. |
| --- | ---------------------- | --- | --- | --- | ----- | ---- | ----- |
| 20. | Atlético Huila         | 118 | 102 | 138 | −36   | 131  | 1.11  |
| 19. | Unión Magdalena        | 118 | 124 | 163 | −39   | 132  | 1.119 |
| 18. | Jaguares de Córdoba    | 118 | 103 | 150 | −47   | 136  | 1.153 |
| 17. | Rionegro Águilas       | 118 | 111 | 145 | −34   | 136  | 1.153 |
| 16. | Envigado FC            | 118 | 121 | 144 | −23   | 137  | 1.161 |
| 15. | Alianza Petrolera      | 118 | 120 | 144 | -24   | 143  | 1.212 |
| 14. | Patriotas Boyacá       | 118 | 108 | 137 | −29   | 144  | 1.22  |
| 13. | Deportivo Pasto        | 118 | 125 | 128 | 0−3   | 145  | 1.229 |
| 12. | Cúcuta Deportivo       | 118 | 139 | 166 | −27   | 147  | 1.246 |
| 11. | Atlético Bucaramanga   | 118 | 121 | 134 | -13   | 151  | 1.28  |
| 10. | La Equidad             | 118 | 120 | 111 | 0+9   | 156  | 1.322 |
| 9.  | Once Caldas            | 118 | 131 | 131 | 0     | 161  | 1.364 |
| 8.  | Independiente Santa Fe | 118 | 123 | 98  | +25   | 169  | 1.432 |
| 7.  | América de Cali        | 118 | 153 | 126 | 0+9   | 174  | 1.475 |
| 6.  | Deportivo Cali         | 118 | 153 | 126 | +27   | 178  | 1.508 |
| 5.  | Millonarios FC         | 118 | 151 | 114 | +37   | 187  | 1.585 |
| 4.  | Junior                 | 118 | 148 | 101 | +47   | 187  | 1.585 |
| 3.  | Deportes Tolima        | 118 | 156 | 116 | +40   | 189  | 1.602 |
| 2.  | Independiente Medellín | 118 | 181 | 135 | +46   | 197  | 1.699 |
| 1.  | Atlético Nacional      | 118 | 162 | 87  | +75   | 224  | 1.898 |